# Ruy Franco de Almeida Junior
Ruy Franco de Almeida Junior, mais conhecido como Ruy (Itapeva, 26 de janeiro de 1989), é um futebolista brasileiro que atua como meia. Atualmente joga pelo Ferroviário, emprestado pelo Paysandu.

## Títulos
Operário
- Campeonato Paranaense: 2015

Coritiba
- Campeonato Paranaense: 2017
- Taça Dionísio Filho de 2018

América MG
- Campeonato Brasileiro - Série B: 2017.[3]

Paysandu
- Campeonato Paraense: 2021